# Roc'h Ruz
De Roc’h Ruz (Bretoens voor "rode rots") is met zijn 385 meter de hoogste berg van Bretagne, Frankrijk. Hij ligt in het massief van de Monts d'Arrée in het regionaal natuurpark Armorique. 
De berg bevindt zich op het grondgebied van de gemeente Plounéour-Ménez in het departement Finistère.